# Ной Рубін (тенісист)
Ной Рубін (англ. Noah Rubin; нар. 21 лютого 1996) — колишній американський тенісист.
Найвищу одиночну позицію світового рейтингу — 125 місце досяг 8 жовтня 2018, парну — 245 місце — 29 липня 2019 року.
Найвищим досягненням на турнірах Великого шолома було 2 коло в одиночному розряді.
Завершив кар'єру 2022 року.

## Фінали челленджерів і ф'ючерсів

### Одиночний розряд: 12 (4–8)
| Легенда (одиночний розряд) |
| -------------------------- |
| Тур ATP Челленджер (4–2)   |
| Тур ITF Ф'ючерс (0–6)      |

| Титули за покриттям |
| ------------------- |
| Тверде (3–5)        |
| Ґрунт (1–3)         |
| Трава (0–0)         |

| Результат | В-П | Дата     | Турнір                         | Рівень     | Покриття   | Суперник             | Рахунок            |
| --------- | --- | -------- | ------------------------------ | ---------- | ---------- | -------------------- | ------------------ |
| Поразка   | 0–1 | Лип 2013 | США F20, Годфрі (Іллінойс)     | Ф'ючерс    | Тверде     | Майкл Шабаз          | 3–6, 5–7           |
| Поразка   | 0–2 | Бер 2014 | Франція F6, Пуатьє             | Ф'ючерс    | Тверде (i) | Давид Гез            | 3–6, 5–7           |
| Поразка   | 0–3 | Тра 2014 | Іспанія F10, Вік (Іспанія)     | Ф'ючерс    | Ґрунт      | Яннік Ретер          | 6–3, 4–6, 2–6      |
| Поразка   | 0–4 | Чер 2015 | США F19, Талса                 | Ф'ючерс    | Тверде     | Даріан Кінг          | 6–2, 5–7, 0–6      |
| Перемога  | 1–4 | Лис 2015 | Шарлотсвілл, США               | Челленджер | Тверде (i) | Томмі Пол            | 3–6, 7–6(9–7), 6–3 |
| Поразка   | 1–5 | Лют 2016 | США F8, Плантейшен (Флорида)   | Ф'ючерс    | Ґрунт      | Андреа Колларіні     | 3–6, 6–7(3–7)      |
| Поразка   | 1–6 | Жов 2016 | Стоктон, США                   | Челленджер | Тверде     | Френсіс Тіафо        | 4–6, 2–6           |
| Перемога  | 2–6 | Лют 2017 | Лонсестон, Австралія           | Челленджер | Тверде     | Мітчелл Крюґер       | 6–0, 6–1           |
| Перемога  | 3–6 | Січ 2018 | Нумеа, Нова Каледонія          | Челленджер | Тверде     | Тейлор Фріц          | 7–5, 6–4           |
| Поразка   | 3–7 | Кві 2018 | США F11, Орандж-Парк (Флорида) | Ф'ючерс    | Ґрунт      | Марсело Барріос Вера | 3–6, 4–6           |
| Перемога  | 4–7 | Кві 2018 | Таллахассі, США                | Челленджер | Ґрунт      | Марк Полменс         | 6–2, 3–6, 6–4      |
| Поразка   | 4–8 | Січ 2019 | Нумеа, Нова Каледонія          | Челленджер | Тверде     | Мікаель Імер         | 3–6, 3–6           |

### Парний розряд: 3 (1–2)
| Легенда (парний розряд)  |
| ------------------------ |
| Тур ATP Челленджер (1–1) |
| Тур ITF Ф'ючерс (0–1)    |

| Титули за покриттям |
| ------------------- |
| Тверде (1–0)        |
| Ґрунт (0–2)         |
| Трава (0–0)         |

| Результат | В-П | Дата     | Турнір                     | Рівень     | Покриття | Партнер            | Суперники                             | Рахунок          |
| --------- | --- | -------- | -------------------------- | ---------- | -------- | ------------------ | ------------------------------------- | ---------------- |
| Поразка   | 0–1 | Тра 2014 | Іспанія F10, Вік (Іспанія) | Ф'ючерс    | Ґрунт    | Стефан Козлов      | Серхіо Мартос Горнес Поль Толедо Баге | 2–6, 5–7         |
| Перемога  | 1–1 | Жов 2018 | Стоктон, США               | Челленджер | Тверде   | Даріан Кінг        | Санчай Ратіватана Крістофер Рунґкат   | 6–3, 6–4         |
| Поразка   | 1–2 | Кві 2019 | Таллахассі, США            | Челленджер | Ґрунт    | Тай-Сон Квятковскі | Роберто Майтін Фернандо Ромболі       | 2–6, 6–4, [7–10] |

## Юніорські фінали турнірів Великого шолома

### Юнаки, одиночний розряд
| Результат | Рік  | Турнір               | Покриття | Суперник      | Рахунок       |
| --------- | ---- | -------------------- | -------- | ------------- | ------------- |
| Перемога  | 2014 | Вімблдонський турнір | Трава    | Стефан Козлов | 6–4, 4–6, 6–3 |

## Досягнення в одиночних змаганнях
| W | Ф | ПФ | ЧФ | #Р | КТ | К# | DNQ | A | NH |

| Турнір                                 | 2013 | 2014 | 2015 | 2016 | 2017 | 2018 | 2019 | 2020 | 2021 | 2022 | SR     | В-П  |
| -------------------------------------- | ---- | ---- | ---- | ---- | ---- | ---- | ---- | ---- | ---- | ---- | ------ | ---- |
| Турніри Великого шлему                 |      |      |      |      |      |      |      |      |      |      |        |      |
| Відкритий чемпіонат Австралії з тенісу |      |      |      | 2р   | 2р   | К1р  | К2р  | К1р  |      |      | 0 / 2  | 2–2  |
| Відкритий чемпіонат Франції з тенісу   |      |      |      | К1р  |      | 1р   | К1р  | К1р  |      |      | 0 / 1  | 0–1  |
| Вімблдонський турнір                   |      |      |      |      |      | К1р  | 1р   | NH   |      |      | 0 / 1  | 0–1  |
| Відкритий чемпіонат США з тенісу       | К1р  | 1р   | К2р  | К3р  | К1р  | 1р   | К2р  |      |      |      | 0 / 2  | 0–2  |
| В-П                                    | 0–0  | 0–1  | 0–0  | 1–1  | 1–1  | 0–2  | 0–1  | 0–0  | 0–0  | 0–0  | 0 / 6  | 2–6  |
| Тур ATP Мастерс 1000                   |      |      |      |      |      |      |      |      |      |      |        |      |
| Indian Wells Open                      |      |      |      | 1р   | К1р  | К1р  | К2р  | NH   |      |      | 0 / 1  | 0–1  |
| Відкритий чемпіонат Маямі з тенісу     |      |      |      | К2р  |      |      | К2р  | NH   |      |      | 0 / 0  | 0–0  |
| В-П                                    | 0–0  | 0–0  | 0–0  | 0–1  | 0–0  | 0–0  | 0–0  | 0–0  | 0–0  | 0–0  | 0 / 1  | 0–1  |
| Загальна статистика                    |      |      |      |      |      |      |      |      |      |      |        |      |
| Турніри                                | 0    | 2    | 1    | 4    | 2    | 6    | 3    | 1    | 2    | 0    | 21     | 21   |
| Разом виграшів–поразок                 | 0–0  | 0–2  | 0–1  | 2–4  | 1–2  | 4–6  | 0–3  | 1–1  | 0–2  | 0–0  | 0 / 21 | 8–21 |
| Рейтинг на кінець року                 | 767  | 604  | 336  | 200  | 201  | 135  | 210  | 250  | 390  |      | 28%    | 28%  |

## Результати проти інших гравців

### Перемоги над гравцями першої 10-ки
| #    | Гравець    | Рейтинг | Турнір              | Покриття | Р-д  | Рахунок       | NRR  |
| 2018 | 2018       | 2018    | 2018                | 2018     | 2018 | 2018          | 2018 |
| ---- | ---------- | ------- | ------------------- | -------- | ---- | ------------- | ---- |
| 1.   | Джон Ізнер | 9       | Citi Open 2018, США | Тверде   | 2р   | 6–4, 7–6(8–6) | 152  |